# Хласко, Марек
Ма́рек Хла́ско (пол. Marek Hłasko; 14 января 1934, Варшава — 14 июня 1969[…], Висбаден) — польский писатель.

## Биография
Родители Марека Хласко развелись, когда ему было три года. Через два года умер отец. Семья перебралась к родственникам во Вроцлав. Мать много работала, потом снова вышла замуж, отношения с отчимом у Марека не сложились. Он тяжело пережил годы войны. Во время Варшавского восстания находился в столице, а после его разгрома переехал в Ченстохову, где стал свидетелем её освобождения.
С 1951 года жил в Варшаве, занимался журналистикой. Литературный дебют состоялся в 1954 году сборником рассказов. Уехал на Запад в 1958 году, публиковался в парижском издательстве Ежи Гедройца «Культура».
Писатель сильно тосковал по Польше, страдал алкоголизмом. Его суждения стали более резкими, а поведение неуравновешенным. В этот период его даже сравнивали с Джеймсом Дином, на которого Хласко был немного похож внешне. Хласко жил во Франции, Италии, Швейцарии, ФРГ, Израиле, США.
В 1960 году женился на немецкой киноактрисе Соне Циман, исполнившей одну из двух главных ролей в фильме Александра Форда «Восьмой день недели», снятом по сценарию Хласко.
В 1964 году покушался на самоубийство. Не раз конфликтовал с полицией, многократно помещался в психиатрические клиники. В 1966 году супруги Хласко и Циман разошлись.

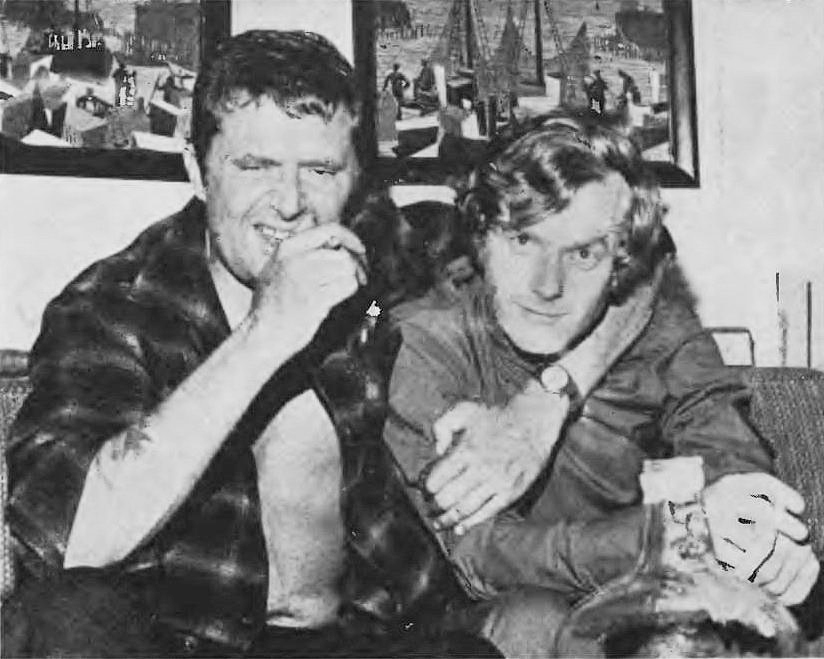
Марек Хласко (слева) и Кшиштоф Комеда (ранее 1969 года)

В декабре 1968 года в Лос-Анджелесе, провожая находящегося в состоянии алкогольного опьянения известного композитора Кшиштофа Комеду, в шутку толкнул его, из-за чего Комеда получил гематому мозга, впал в кому и вскоре, несмотря на сделанную операцию, скончался.
Хласко сказал жене, что если Комеда умрёт, то и он покончит с собой, что впоследствии и сделал в гостиничном номере в Германии, приняв большую дозу снотворного и алкоголя. В 1975 году его прах был перевезён в Варшаву и захоронен на кладбище Повонзки. В Польше книги Хласко снова стали публиковать с 1983 года.

## Творчество
Автор острокритических, безысходных по мироощущению новелл и повестей «Все отвернулись» (1963), «Обращённый в Яффе» (1966), романа «Сова, дочь пекаря» (1968). Автобиографическая книга о начале пути «Красивые, двадцатилетние» (1966).

## Признание
Многие произведения Хласко были экранизированы в Польше, ФРГ, США, в том числе после его смерти.

## Произведения
- Baza Sokołowska (1954, рассказы)
- Pierwszy krok w chmurach (1956, рассказы). В книгу вошёл рассказ «Петля», экранизированный в 1957 году Войцехом Хасом.
- Cmentarze, Następny do raju (Париж, 1958, повести)
- Wszyscy byli odwróceni, Brudne czyny (Париж, 1963, повести)
- Nawrócony w Jaffie, Opowiem wam o Esther (Лондон, 1966, повести)
- Piękni dwudziestoletni — Красивые, двадцатилетние (Париж, 1966, автобиография)
- Sowa, córka piekarza (Париж, 1968, роман)
- Palcie ryż każdego dnia (1983, повесть)
- Drugie zabicie psa (1985, повесть)
- Listy z Ameryki (1997, очерки)

## Публикации на русском языке
- В день смерти его. «Детектив и политика» № 2 за 1991 г.
- Петля. «Иностранная литература», № 8 за 1992 г.
- Красивые, двадцатилетние. «Иностранная литература», № 12 за 1993 г.
- Расскажу вам об Эстер. «Звезда» № 12 за 1996 г.
- Письма из Америки. «Иностранная литература», № 2 за 2000 г.
- Красивые, двадцатилетние. М.: Иностранная литература; БСГ-Пресс, 2000